# 오종록
오종록(吳鐘錄, 1959년 10월 7일 ~ )은 대한민국의 연출가이다. 부산대학교 독어독문학을 전공하였다.

## 연출 작품
- 1992년 SBS 비련초
- 1993년 SBS 결혼
- 1994년 SBS 사랑은 없다
- 1995년 SBS 째즈
- 1996년 SBS 연어가 돌아올 때
- 1998년 SBS 내 마음을 뺏어봐
- 1999년 SBS 해피투게더
- 2000년 SBS 줄리엣의 남자
- 2001년 SBS 피아노
- 2003년 영화 첫사랑 사수 궐기대회
- 2004년 MBC 사랑한다 말해줘
- 2005년 SBS 건빵 선생과 별사탕
- 2006년 MBC 90일, 사랑할 시간
- 2008년 SBS 워킹맘
- 2009년 SBS 스타일
- 2012년 tvN 일년에 열두남자
- 2020년 KBS2 포레스트

## 수상 및 후보
- 제38회 백상예술대상 드라마부문 작품상